# Emmanuel Mayo
Emmanuel Mayo, né le 1er janvier 1957 à Otélé au Cameroun, est un enseignant, journaliste, écrivain et manager d'entreprise camerounais.

## Biographie
Emmanuel Mayo a suivi une formation en journalisme au CIFOR de Liège. Il a également exercé comme manager dans les industries polygraphiques en Allemagne, notamment au Hauchler Studio à Biberach (RFA).
Parallèlement, il enseigne les langues française et espagnole.
Il est à la tête de l'entreprise LE PENTAGONE SARL et exerce la fonction d'assesseur au Tribunal de Grande Instance de Garoua.
Il anime une émission culturelle bilingue intitulée THE READER sur la radio CRTV Nord.

## Œuvres
- La Chose qui mangeait les sorciers (roman fantastique), publié en décembre 2017 aux éditions Le Livre Actualité. Il a présenté ce livre lors du Salon International du Livre de Yaoundé en mai 2018[3].
- Rhapsodies pour remonter les cataractes (recueil de poésie), publié le 25 mars 2019 chez Le Lys Bleu Éditions. Dans ce recueil, Emmanuel Mayo interpelle Africains et occidentaux sur des thématiques telles que l'émigration clandestine, le terrorisme et les conflits armés, soulignant la nécessité d'une justice équitable dans les échanges et d'une meilleure répartition des ressources[4].
- Que ma flûte impose son chant (recueil de poèmes dans un style classique), paru en novembre 2021 aux éditions Ifrikiya[5].